# Diedendorf
Diedendorf je občina v departmaju Bas-Rhin francoske regije Alzacija.
Leta 1990 je v občini živelo 329 oseb oz. 33 oseb/km².